# Johann August Nahl den äldre

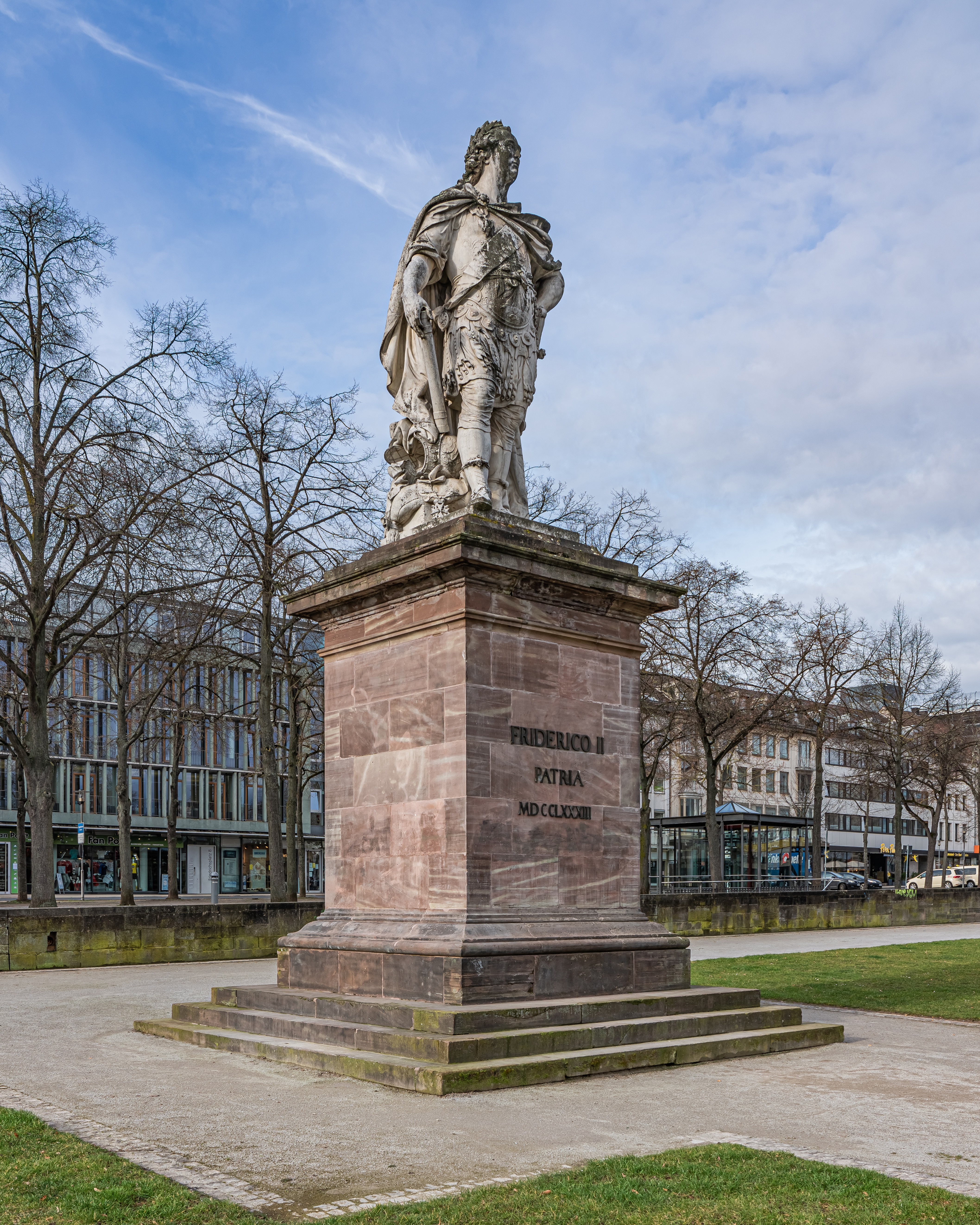
Fredrik II:s monument i Kassel, fullbordat 1783.

Johann August Nahl den äldre, född den 22 augusti 1710 i Berlin, död den 22 oktober 1781 i Kassel, var en tysk bildhuggare. Han var son till Johann Samuel Nahl och far till Johann August Nahl den yngre. 
Nahl studerade under faderns ledning samt utbildade sig vidare i Frankrike och Italien. I hemstaden Berlin prydde han slott och praktbyggnader med skulpturverk av alla slag, liksom även i Charlottenburg, Sanssouci och Potsdam. År 1746 flyttade han till Bern, och 1755 fick han anställning i Kassel, där han efterlämnat sitt främsta verk, en bildstod av lantgreven Fredrik II av Hessen-Kassel. Men han utförde endast modellen; verket fullbordades efter hans död av sonen Samuel.